# Ozerailles
Ozerailles es una comuna francesa situada en el departamento de Meurthe y Mosela, en la región de Gran Este.

## Demografía
| 135 | 148 | 124 | 109 | 128 | 134 | 149 |
| Para los censos de 1962 a 1999 la población legal corresponde a la población sin duplicidades (Fuente: INSEE [Consultar]) |     |     |     |     |     |     |